# Вилатала (Империја)
Вилатала је насеље у Италији у округу Империја, региону Лигурија.
Према процени из 2011. у насељу је живело 100 становника. Насеље се налази на надморској висини од 548 м.